# Passalora angelicae
Passalora angelicae är en svampart som först beskrevs av Ellis & Everh., och fick sitt nu gällande namn av U. Braun 1992. Passalora angelicae ingår i släktet Passalora och familjen Mycosphaerellaceae.   Inga underarter finns listade i Catalogue of Life.